# Giovanni Fausti
Giovanni Fausti, né le 19 octobre 1899 à Marcheno,  dans la province de Brescia (Italie) et mort (fusillé) le 4 mars 1946  à Shkodër, en Albanie), était un prêtre catholique italien de la Compagnie de Jésus, missionnaire en Albanie, qui fut tué in odium fidei durant la persécution religieuse menée par le régime communiste d'Enver Hoxha. Il est vénéré comme bienheureux par l'Église catholique.

## Biographie

### Début de vie religieuse
Giovanni Fausti est né le 19 octobre 1899 à Marcheno, dans la province de Brescia, en Italie du Nord. Premier de douze enfants, il est élevé dans un milieu profondément religieux. C'est très jeune qu'il entre au séminaire diocésain de Brescia, où il fera la connaissance de Giovanni Battista Montini, le futur pape Paul VI. Il reçoit l'ordination sacerdotale en 1922 et poursuivra ses études à l'Université grégorienne. Il sera aussi docteur de philosophie du séminaire de Brescia.
En 1924, Giovanni Fausti entre dans la Compagnie de Jésus et fati son noviciat à Gorizia. De 1929 à 1932, il occupera la chaire de philosophie de Shkodër, puis à celle de Mantoue.

### Mission en Albanie
En 1942, ses supérieurs le nomme recteur du séminaire pontifical de Shkodër, une importante institution où se forme tout le clergé catholique d'Albanie. Dans ce pays largement musulman Fausti s'exerça comme un pionnier du dialogue islamo-chrétien, œuvrant par de nombreux moyens pour développer un esprit de fraternité entre ces deux communautés. En 1943, il est envoyé à Tirana où il s'engagea dans une pastorale auprès des émigrés italiens et des plus nécessiteux. En 1945, il est choisi comme vice-provincial des jésuites d'Albanie.

### Arrestation et exécution
Malgré la mise en place d'un régime communiste par Enver Hoxha, très hostile à l'Église, Giovanni Fausti exerça son ministère discrètement, au péril de sa vie. Le 31 décembre 1945, il est arrêté avec Daniel Dajani et jugé comme traître envers la nation et 'espion du Vatican'. Il est condamné à mort le 22 février 1946, et fusillé le 4 mars par un peloton d'exécution à Shkodër.

## Béatification et canonisation
L'enquête diocésaine sur le martyre de Giovanni Fausti débute seulement après la chute du régime communiste en Albanie. Celle-ci est introduite le 10 novembre 2002 dans le diocèse de Shkodër.
Le 26 avril 2016, le pape François reconnaît que Giovanni Fausti mourut in odium fidei, lui attribuant ainsi le titre de martyr, et signe le décret de béatification.
Les martyrs d'Albanie sont béatifiés le 5 novembre 2016 lors d'une cérémonie célébrée sur le parvis de la cathédrale Saint-Étienne de Shkodër par le cardinal Angelo Amato, préfet de la congrégation pour les causes des saints, représentant du pape François.